# Goera foliacea
Goera foliacea är en nattsländeart som beskrevs av Schmid 1965. Goera foliacea ingår i släktet Goera och familjen grusrörsnattsländor. Inga underarter finns listade i Catalogue of Life.